# Auchterless

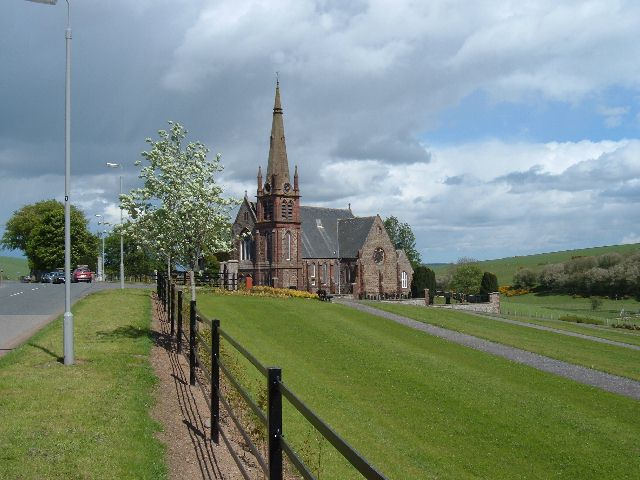
Église d'Auchterless

Auchterless est un village d'Aberdeenshire, en Écosse.

## Histoire
L'histoire de Auchterless est très ancienne, avec des vestiges préhistoriques comme des cercles de pierres ou des restes de huttes en terre.
L'église d'Auchterless a été construite en 1879.